# 孟卿
孟卿（？—？），西汉儒学学者。東海郡（治今山东省郯城縣北）人。

## 生平
孟卿跟隨瑕丘蕭奮学习《禮經》，传高堂生、徐生的禮学。孟卿教授學生后苍、闾丘卿。后苍解说《禮》，著书数万言，号称《后氏曲台记》。后苍再传戴德、戴圣、闻人通汉和庆普。治《禮》者有大戴禮、小戴禮、庆氏禮，都是孟卿的后学。